# Oni

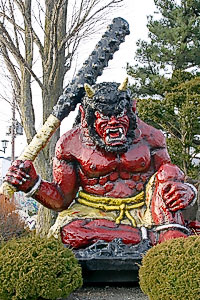

Az oni a jókai egy fajtája, a japán folklór teremtménye, hasonló a nyugati démonokhoz, trollokhoz, emberevő óriásokhoz. Gyakori szereplője a japán művészetnek, irodalomnak és színháznak.
A mai napig merítenek ihletet lényéből a legkülönbözőbb területek, lásd: japán anime (például az InuYasha, a Dragon Ball, Kimetsu No Yaiba), számítógépes játékok (az Oni, The Legend Of Zelda: The oni link begins), regények, filmek (Sindó Kaneto Onibaba című filmje 1964-ből, Kuroszava Akira Álmokja 1990-ből), szerepjátékok stb.

## Megjelenés
Az oni leirása eltérő az egyes hagyományokban, de általában mint förtelmes, gigászi lényt jelenítik meg, éles karmokkal, bozontos hajjal, és két hosszú szarvval a fején. A legtöbb festményen ettől eltekintve emberszerűek, bár természetfeletti  mivoltukat még alkalmanként kihangsúlyozzák a nem megszokott számú szemek és ujjak (több vagy kevesebb).
A bőrük színe széles skálán pompázhat, megszokottnak tekinthető a kék, fekete, lila, bíbor, barna, zöld, fehér és különösen a vörös.
Természetüket tekinve hevesek, fegyverük egy vasszegecsekkel kivert bunkósbot, a kanabó.

## Eredet

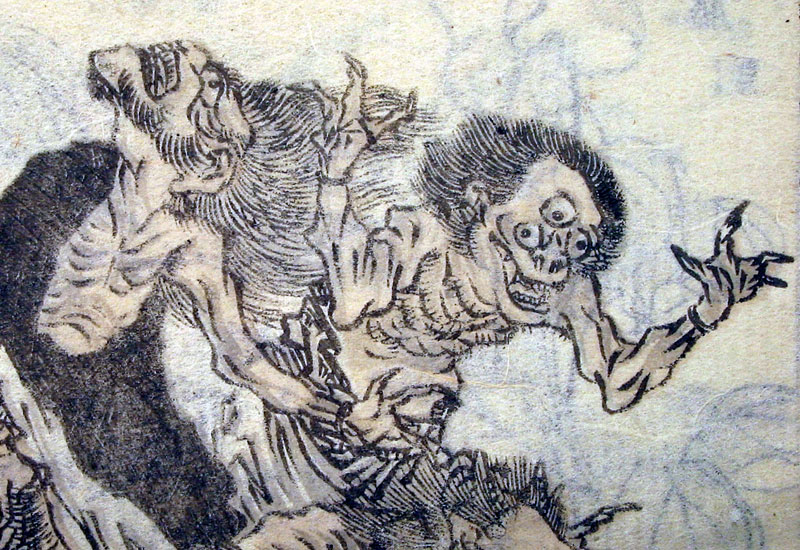
Többszemű oni

Az "oni" szó tisztázatlan eredetű, kapcsolják az onhoz, ami a kandzsik kínai olvasatában 'rejtőzködést' jelent. Így az oni eredetileg láthatatlan szellem vagy isten lehetett, ami természeti csapásokkal, fertőzéssel és más kellemetlen dolgokkal sújtotta az embereket.
Ez a láthatatlan oni antropomorfizálódott, hogy elnyerje a mai "modern", ogre-szerű formáját, magába olvasztva buddhista elemeket éppúgy, mint az indiai ráksasza  és jakasa démonok tulajdonságait, a gakinak nevezett, vámpírszerű "éhes szellemeket".

## A démonkapu
Az oni "arculat" egy másik forrása Kína és az onmjódó, a kínai hatás alatt kialakult  japán ezoterikus kozmológia, a természettudomány, a megfigyelés, a logika és az okkultizmus elegye, ami két kínai teórián, az öt elemen és a jin-jang ellentétpáron alapszik.